# Angelo Bonfrisco
Angelo Bonfrisco (Monza, 12 april 1960) is een voormalig voetbalscheidsrechter uit Italië, die actief was op het hoogste niveau van 1993 tot 2002. Bonfrisco maakte zijn debuut in de hoogste afdeling van het Italiaanse profvoetbal (Serie A) op 4 juni 1995 in de wedstrijd Reggiana–Foggia (1–1). Hij floot in totaal 16 wedstrijden in de Serie A en 118 duels in de Serie B.